# Bazentin-le-Petit Military Cemetery
Bazentin-le-Petit Military Cemetery is een Britse militaire begraafplaats met gesneuvelden uit de Eerste Wereldoorlog en gelegen in het Franse dorp Bazentin (Somme). De begraafplaats werd ontworpen door Arthur Hutton en ligt 200 m ten noorden van de dorpskern (Église de la Nativité-de-la-Sainte-Vierge). Ze is bereikbaar vanaf de straat via een pad van 80 m. De begraafplaats heeft een  oppervlakte van 1.525 m² en is begrensd door een natuurstenen muur en beukenhaag. Het Cross of Sacrifice staat in de noordwestelijke hoek op een verhoogd terras. De begraafplaats wordt onderhouden door de Commonwealth War Graves Commission. In hetzelfde dorp liggen ook nog gesneuvelden in de begraafplaats van Bazentin en in aansluitende uitbreiding ervan.
Er liggen 182 gesneuvelden waarvan 15 niet geïdentificeerde.

## Geschiedenis
Het dorp was tot 14 juli 1916 door de Duitse troepen bezet waarna het door de 7th Division tijdens de Slag aan de Somme werd veroverd. Het gebied ging bij het Duitse lenteoffensief in 1918 terug verloren maar werd op 25 augustus definitief door de 38th (Welsh) Division ingenomen. De begraafplaats werd eind juli 1916 aangelegd en tot mei 1917 als frontlijnbegraafplaats gebruikt. 
Er worden 117 Britten, 55 Australiërs en 10 Zuid-Afrikanen herdacht. Voor één Brit werd een Special Memorial opgericht omdat zijn graf niet meer gelokaliseerd kon worden. In 1923 werden 33 Duitse gesneuvelden naar elders overgebracht.

## Graven
- Naast de officiële grafzerk van Harold Oscar Teague, kapitein bij de Australian Infantry, A.I.F., staat een private gedenksteen met volgende tekst: In Loving Memory of the late Captain H.O. Teague, Killed in action on 14 February 1917 As a token of love and admiration from the NCOs and men of the 2nd Australian Field Ambulance.

### Onderscheiden militairen
- de sergeanten Ernest Jones van het Welsh Regiment en Owen Thomas Thomas van de Royal Horse Artillery werden onderscheiden met de Military Medal (MM).

### Minderjarige militairen
- soldaat John Basil Heathcote van de South African Infantry was 16 jaar toen hij op 14 oktober 1916 sneuvelde.
- soldaat William Daly van de Australian Infantry, A.I.F. was 17 jaar toen hij op 28 februari 1917 sneuvelde.

### Alias
- soldaat Walter Percival Sillence diende onder het alias William Nolan bij de Australian Infantry, A.I.F..